# (55565) Aya
(55565) Aya ist ein großes transneptunisches Objekt im Kuipergürtel, das bahndynamisch als Cubewano (CKBO) oder als erweitertes Scattered Disk Object (DO) eingestuft wird. Aufgrund seiner Größe ist der Asteroid ein Zwergplanetenkandidat.

## Entdeckung
(55565) Aya wurde am 10. Januar 2002 von einem Astronomenteam, bestehend aus Chad Trujillo, Mike Brown, Eleanor „Glo“ Helin, Steven H. Pravdo, Kenneth Lawrence und Michael Hicks mit dem 1,2–m–Oschin-Schmidt-Teleskop am Palomar-Observatorium des California Institute of Technology (Kalifornien) entdeckt. Die Entdeckung wurde am 20. Juli 2002 bekanntgegeben, der Planetoid erhielt später von der IAU die Kleinplaneten-Nummer 55565.
Nach seiner Entdeckung ließ sich Aya auf Fotos vom 29. Dezember 1997, die im Rahmen des NEAT- und des GEODSS-Programmes am Haleakalā-Observatorium (Maui) gemacht wurden, zurückgehend identifizieren und so seinen Beobachtungszeitraum um fünf Jahre verlängern, um so seine Umlaufbahn genauer zu berechnen. Seither wurde der Planetoid durch verschiedene Teleskope wie das Herschel- und das Spitzer-Weltraumteleskop sowie erdbasierte Teleskope beobachtet. Im April 2017 lagen insgesamt 205 Beobachtungen über einen Zeitraum von 20 Jahren vor. Die bisher letzte Beobachtung wurde im Februar 2019 am Vegaquattro–Observatorium (Piemont) durchgeführt. (Stand 12. März 2019)

## Eigenschaften

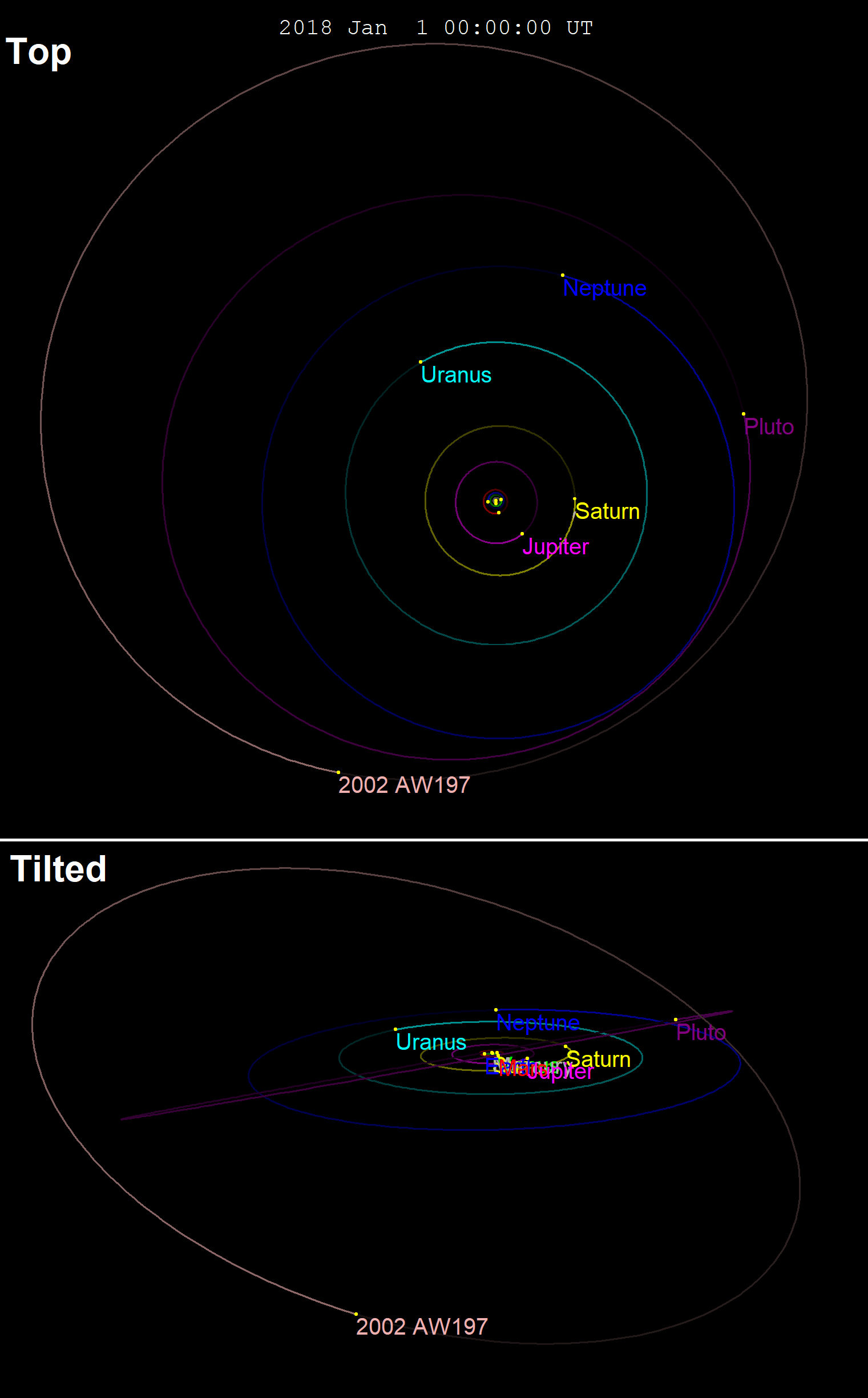
Die Bahn von Aya (weiß) im Vergleich zu denen von Pluto (lila) und Neptun (blau).

### Umlaufbahn
Aya umkreist die Sonne in 324,22 Jahren auf einer leicht elliptischen Umlaufbahn zwischen 40,98 AE und 53,40 AE Abstand zu deren Zentrum. Die Bahnexzentrizität beträgt 0,132, die Bahn ist 24,44° gegenüber der Ekliptik geneigt. Derzeit ist der Planetoid 45,35 AE von der Sonne entfernt. Das Perihel durchläuft er das nächste Mal 2078, der letzte Periheldurchlauf dürfte also im Jahre 1754 erfolgt sein.
Die große Halbachse von Aya befindet sich am äußeren Rand des Kuipergürtels, der sogenannten Kuiper-Klippe (englisch Kuiper cliff) bei 47 AE.
Marc Buie (DES) klassifiziert den Planetoiden als erweitertes SDO (ESDO bzw. DO), während das Minor Planet Center ihn als Cubewano einordnet, wobei er zu den bahndynamisch «heißen» klassischen KBO gehört; letzteres führt ihn auch als Nicht–SDO und allgemein als «Distant Object».

### Größe und Rotation
Ursprünglich wurde angenommen, dass Aya eine Albedo von 0,04 besitzt. Mittels dieser Annahme wurde auf einen Durchmesser von 1.500 km geschlossen. Spätere Untersuchungen mit dem Herschel- und dem Spitzer-Weltraumteleskop lieferten jedoch einen Albedo-Wert von 0,112 ± 0,012, sodass der Durchmesser auf 768 ± 38 Kilometer korrigiert werden musste. Ausgehend von diesem Durchmesser ergibt sich eine Gesamtoberfläche von rund 1.853.000 km². Die scheinbare Helligkeit von Aya beträgt 19,99 m, die mittlere Oberflächentemperatur wird anhand der Sonnenentfernung auf 39 bis 40 K (−233 bis −234 °C) geschätzt.
Es wird davon ausgegangen, dass sich Aya aufgrund seiner Masse im hydrostatischen Gleichgewicht befindet und damit die Kriterien für eine Einstufung als Zwergplanet erfüllt. Mike Brown geht davon aus, dass es sich bei ihm höchstwahrscheinlich um einen Zwergplaneten handelt; auch Gonzalo Tancredi akzeptierte Aya als Zwergplaneten, schlug der IAU jedoch nicht direkt vor, ihn offiziell als solchen anzuerkennen.
Anhand von Lichtkurvenbeobachtungen rotiert Aya in 8 Stunden und 51,6 Minuten einmal um seine Achse. Daraus ergibt sich, dass er in einem Aya-Jahr 320778,8 Eigendrehungen („Tage“) vollführt. Dies ist allerdings noch mit einigen Unsicherheiten behaftet, da die damalige Beobachtungszeit nicht ausreichte und die Fehlerquote bei ungefähr 30 % liegt.
| Jahr                                         | Abmessungen km     | Quelle              |
| -------------------------------------------- | ------------------ | ------------------- |
| 2002                                         | 886,0 +115,0−131,0 | Margot u. a.        |
| 2005                                         | 700,0 ± 50,0       | Tegler u. a.        |
| 2005                                         | 700,0 ± 50,0       | Stansberry u. a.    |
| 2007                                         | 734,0 +123,0−135,0 | Cruikshank u. a.    |
| 2007                                         | 734,6 +116,4−108,3 | Stansberry u. a.    |
| 2008                                         | 705,0              | Tancredi            |
| 2009                                         | 742,0 +98,0−104,0  | Brucker u. a.       |
| 2010                                         | 735,0              | Tancredi            |
| 2013                                         | 686,0              | Mommert u. a.       |
| 2014                                         | 768,0 +39,0−48,0   | Vilenius u. a.      |
| 2016                                         | 701,41             | LightCurve DataBase |
| 2018                                         | 693,0              | Brown               |
| Die präziseste Bestimmung ist fett markiert. |                    |                     |

### Oberfläche
Spektralanalysen der europäischen Südsternwarte zeigen eine deutliche Rotfärbung; das Vorhandensein von Wassereis auf der Oberfläche konnte nicht nachgewiesen werden, was auf die Präsenz von organischem Material hinweist. Dies steht im Gegensatz zu Quaoar, der ebenfalls eine rötliche Farbe aufweist.